# ثريا عز الدين
ثريا عز الدين  (29 يوليو 1937 -27 مارس 2013) هي ممثلة مصرية.

## حياتها ونشأتها
من مواليد 29 يوليو 1937  حصلت علي دبلوم المعهد العالي للسينما  وبدأت العمل بالتمثيل من منتصف خمسينات القرن 20 ليبلغ عدد أعمالها في مجال التمثيل في السينما والتلفزيون وأيضاً المسرح 168 عملاً.

## أهم أعمالها
- ? 1986: آه يا بلد آه
- خيوط العنكبوت:1985

فيلم «أيامنا الحلوة» للمخرج حلمي حليم عام 1955، قامت بدور الممرضة.
فيلم «بئر الحرمان» للمخرج كمال الشيخ عام 1969، قامت بدور «زيزي».
فيلم «نحن لا نزرع الشوك» للمخرج حسين كمال عام 1970، قامت بدور القوادة «وجدان».
فيلم «زوجة رجل مهم» للمخرج محمد خان، عام 1988، قامت بدور زوجة العميد يسري.
مسلسل «ليالي الحلمية ج2» للمخرج إسماعيل عبد الحافظ عام 1989، قامت بدور «شوقية».
فيلم «شباب تيك آوي» للمخرج سعيد محمد مرزوق عام 2004، قامت بدور «أم فاتيما»

## وصلات خارجية
```
* 
قالب:روايط فنية
```